# Museo nazionale di San Marco

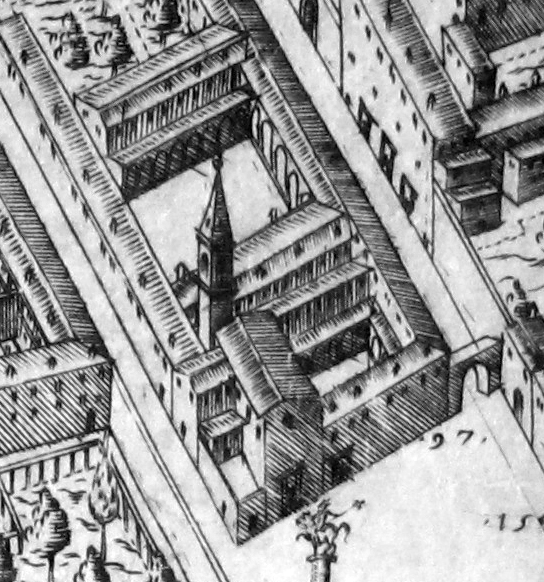
San Marco nella pianta del Bonsignori (1584)

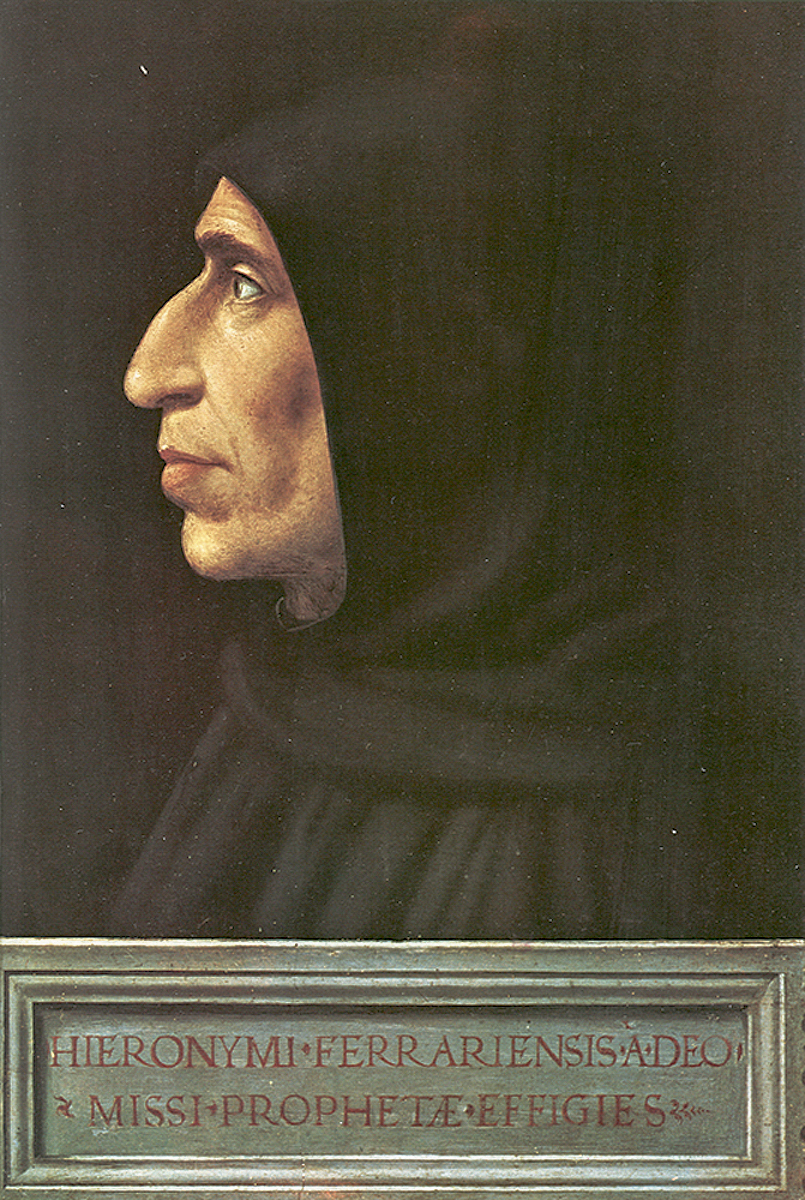
Fra Bartolomeo, Ritratto di Savonarola

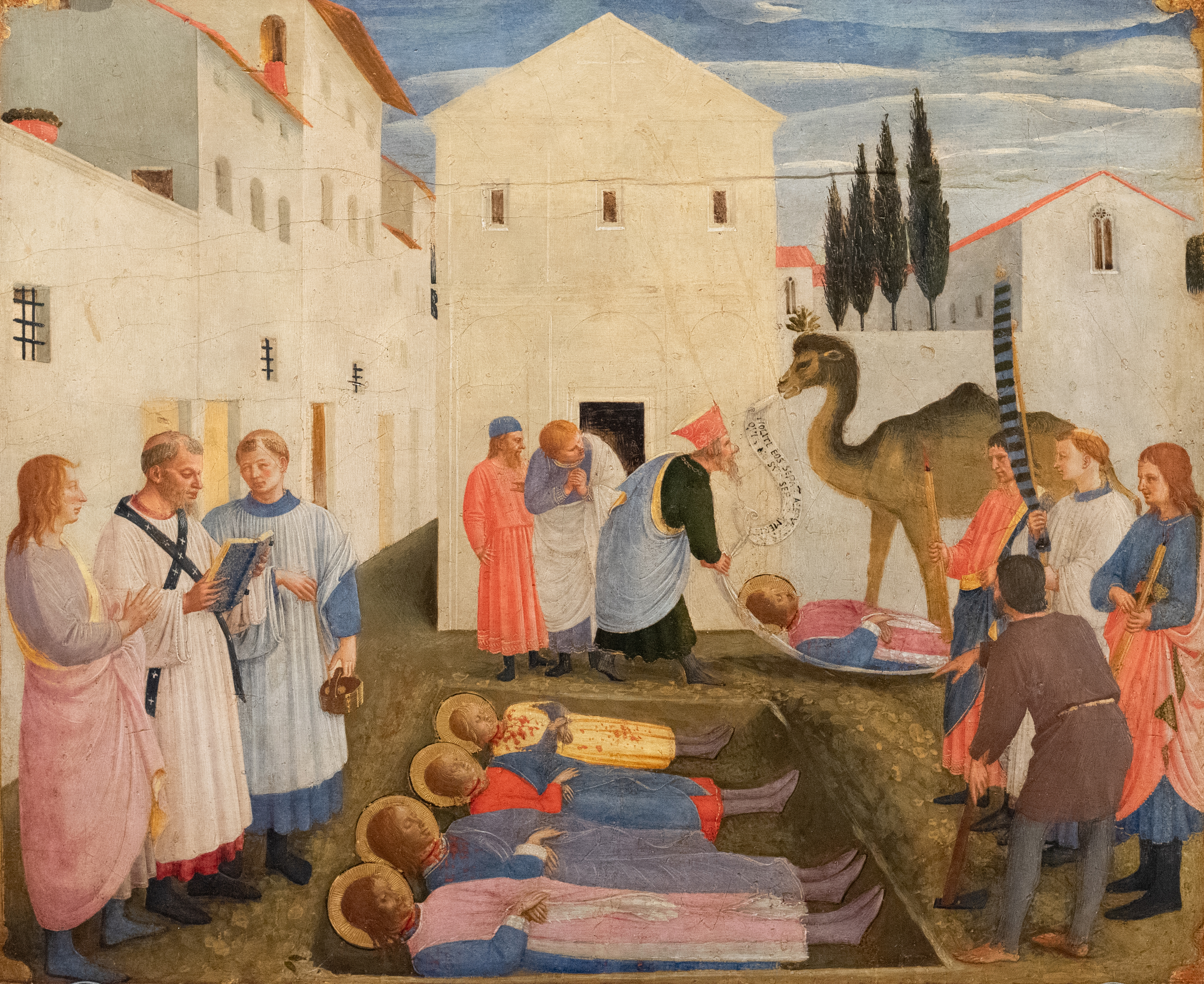
Beato Angelico, Sepoltura dei santi Cosma e Damiano, dalla Pala di San Marco

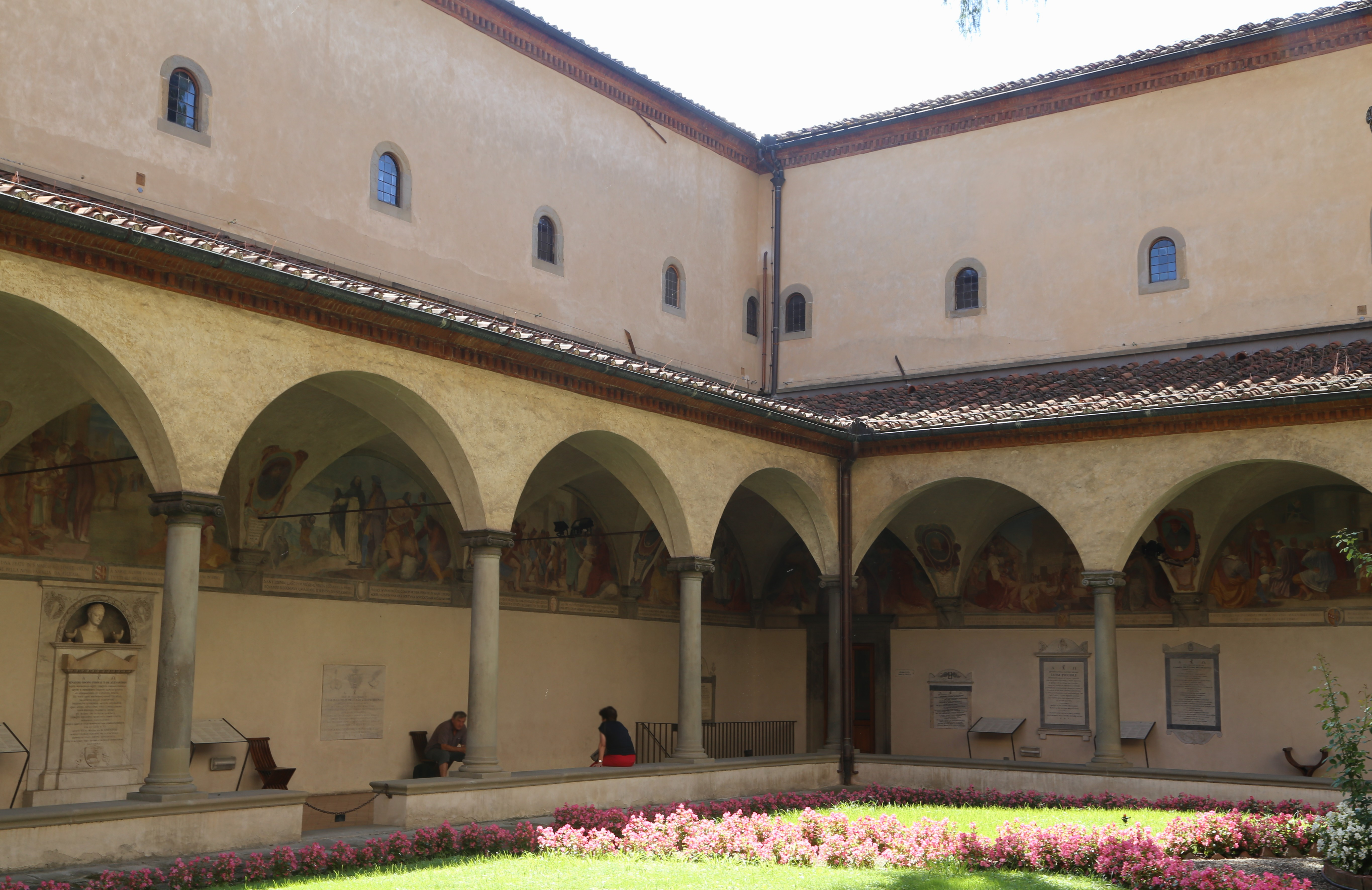
Chiostro di Sant'Antonino

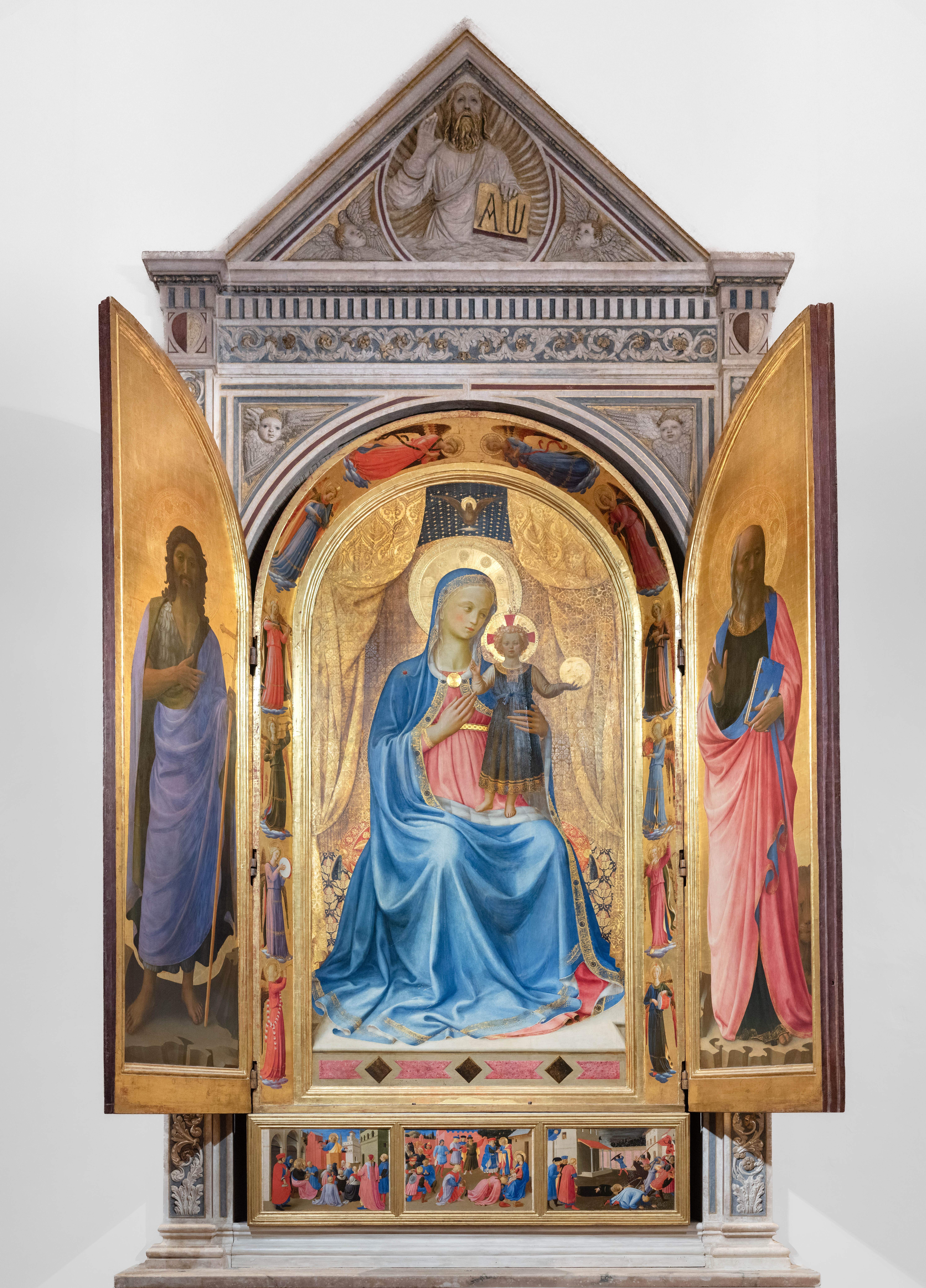
Il Beato Angelico, Tabernacolo dei Linaioli

Il Museo nazionale di San Marco è un museo statale italiano; ha sede nella parte monumentale di un antico convento domenicano sito in piazza San Marco a Firenze. La fama del museo, la cui architettura è un capolavoro rinascimentale, si deve soprattutto alla presenza di opere di Beato Angelico, presenti in tanti ambienti del convento. Un'ala è dedicata alla scuola di San Marco (Fra' Bartolomeo, Mariotto Albertinelli e i loro allievi), che pure vissero e lavorarono qui, mentre un'altra ospita il lapidario e i resti di edifici demoliti nel periodo del Risanamento di Firenze capitale.
Dal dicembre 2014 il Ministero per i beni e le attività culturali lo gestisce tramite il Polo museale della Toscana, nel dicembre 2019 divenuto Direzione regionale Musei.

## Storia

### I Silvestrini
Il complesso originario venne eretto per la Congregazione Benedettina Silvestrina prima del 1300 e svolgeva oltre alle funzioni di monastero quelle di chiesa parrocchiale. Di questo periodo restano alcune tracce di affreschi in ambienti al di sotto del piano di calpestio recentemente ritrovati. Nel 1418 i monaci, accusati di decadenza della regola monastica, vennero intimati a lasciare il complesso, ma ci volle l'intervento diretto di papa Eugenio IV e del concilio di Basilea perché la struttura venisse finalmente lasciata ai domenicani osservanti da San Domenico di Fiesole, solo nel 1437. Decisivo era stato l'intervento di Cosimo de' Medici, il quale fin dal ritorno dall'esilio (1434) si era manifestato desideroso di rinsediare una comunità osservante di domenicani a Firenze. Quando i Silvestrini si spostarono nel monastero di San Giorgio alla Costa, i domenicani ne presero possesso, ma trovarono una struttura fatiscente, per circa due anni vissero in celle umide e capanne di legno.

### La ristrutturazione medicea
Nel 1437 Cosimo commissionò a Michelozzo, architetto di fiducia di casa Medici, la ristrutturazione del convento secondo i canoni rinascimentali. Nel 1438 i lavori erano già ben avviati e la consacrazione definitiva avvenne durante la notte dell'Epifania del 1443, alla presenza di papa Eugenio IV e dell'arcivescovo di Capua e cardinale Niccolò d'Acciapaccio. Il convento faceva parte delle opere del nuovo assetto del quartiere nord del centro di Firenze (il "quartiere mediceo"), assieme al palazzo di famiglia ed alla basilica di San Lorenzo.
Cosimo investì una notevole quantità di denaro nella ricostruzione del convento, sborsando più di 40.000 fiorini. Michelozzo vi lavorò dal 1439 al 1444. Il complesso venne progettato secondo norme di semplice ma elegantissima funzionalità: pareti intonacate di bianco, ambienti organizzati su due chiostri (di Sant'Antonino e di San Domenico), con un capitolo, due refettori e una foresteria al piano terra. Il primo piano ospitava le celle dei monaci, chiuse al di sotto di un'unica copertura del soffitto con grandi capriate. Chiostro, sala capitolare e dormitorio est dovettero già essere terminati entro il 1440-1441. Il dormitorio meridionale, affacciato sulla piazza San Marco, venne completato nel 1442.
Punto d'eccellenza era la biblioteca al primo piano, con un arioso spazio con due colonnati che creano tre navate coperte con volte a botte. Numerose finestre illuminano l'ambiente con abbondante luce naturale facilitando lo studio dei manoscritti. Qui studiarono i preziosi patrimoni librari collezionati da Medici (con rari testi greci e latini) umanisti come Agnolo Poliziano e Pico della Mirandola.

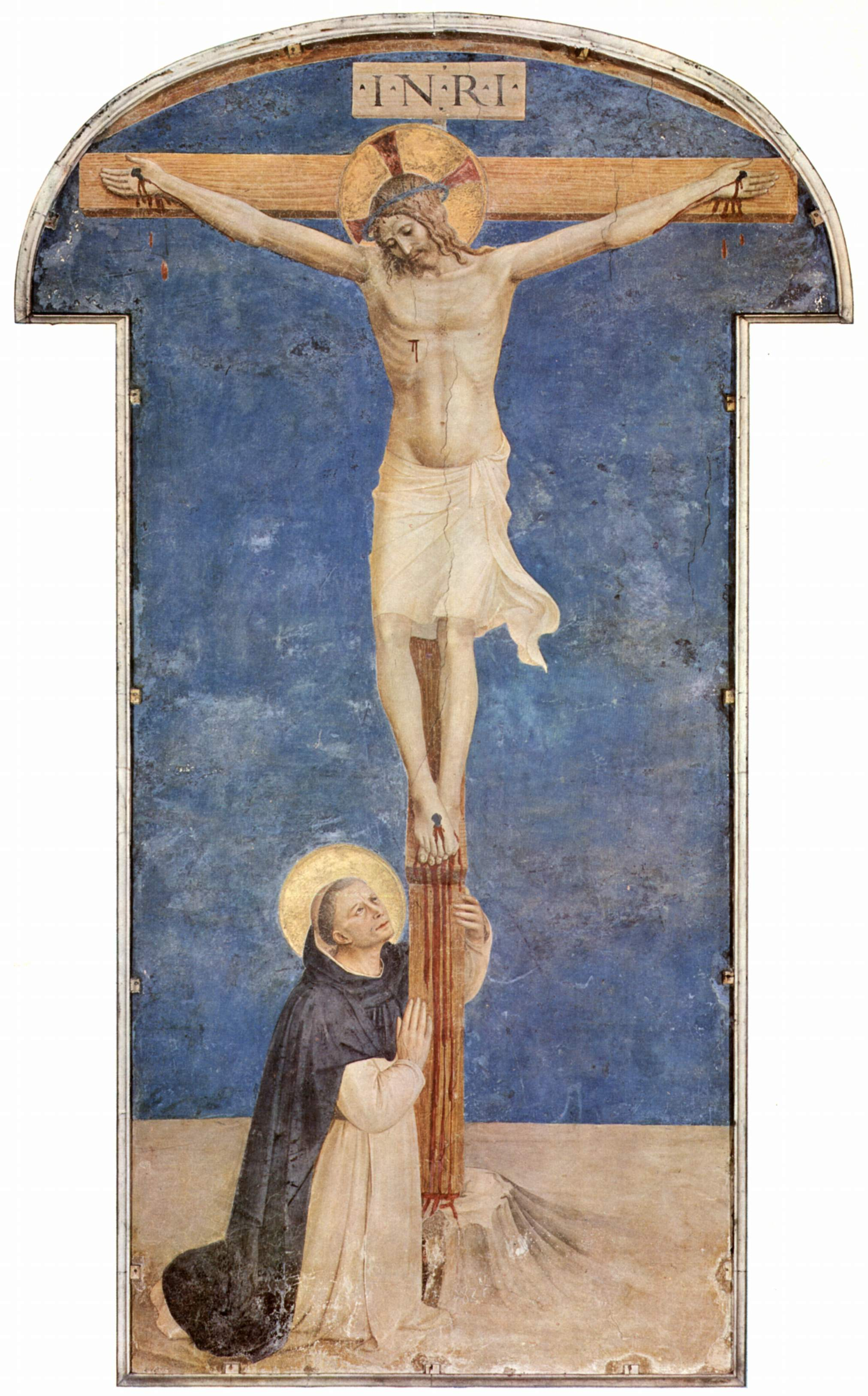
Beato Angelico, Crocifissione con San Domenico 072

### L'epoca di Savonarola
Oltre al Beato Angelico, Antonino Pierozzi e Fra' Bartolomeo, vi visse dal 1489 fra' Girolamo Savonarola, che fece del convento il suo quartier generale: dopo essere divenuto priore si scagliò duramente contro i costumi lascivi e ostentatamente lussuosi dei fiorentini, prima di inimicarsi la curia di papa Alessandro VI Borgia e finire sul rogo in piazza della Signoria (1498).

### Secolarizzazione e musealizzazione
Il complesso venne espropriato una prima volta nel 1808, tornò ai frati dopo la caduta di Napoleone, per poi venire in larga parte confiscato dal demanio nel 1866 (Regio decreto del 7 luglio 1866). Rimasero di pertinenza dei domenicani la chiesa e gli ambienti affacciati sul chiostro di San Domenico.
Dopo un restauro e adattamento generale, il complesso venne in larga parte riaperto come museo nel 1869, dopo essere stato dichiarato monumento di importanza nazionale. In quel periodo gli affreschi dell'Angelico vennero restaurati dal pittore Gaetano Bianchi. Nel 1906 vi confluirono i resti architettonici delle demolizioni ottocentesche: fu allora creato il Museo di Firenze antica, organizzato da Guido Carocci, le cui opere sono oggi visibili, in parte, alla fine del percorso mussale. Nel 1922 Giovanni Poggi fece sì che nel museo venissero a confluire il maggior numero possibile di opere di Beato Angelico (soprattutto provenienti da Uffizi e Accademia), creando una preziosissima esposizione monografica ancora oggi esistente.
A San Marco i danni dell'alluvione di Firenze non furono fortunatamente ingenti come in altri monumenti cittadini per via dell'altitudine leggermente superiore della zona rispetto a quartieri più vicini all'Arno. Dal 1979 al 1983 è stata adattata la foresteria per ospitare le opere di Fra Bartolomeo, a conclusione di una serie di restauri condotti da Dino Dini.
Nel 2007 sono stati acquistati dalla Soprintendenza e dalla Fondazione Cassa di Risparmio di Firenze due piccoli pannelli di santi dalla Pala di San Marco, che sono destinati ad arricchire ulteriormente le collezioni del museo.
Il priore provinciale dei Domenicani, rieletto nel 2017 per un secondo mandato di quattro anni, a giugno 2018 ha firmato il decreto di soppressione del convento di San Marco, che perde la propria autonomia, lasciando l'unica sede cittadina dei domenicani a Santa Maria Novella.

## Il percorso museale: piano terra

### Il chiostro di Sant'Antonino
Superato il vano della biglietteria, il percorso museale inizia dal chiostro detto "di Sant'Antonino", costruito da Michelozzo prima del 1440 con quattro lati porticati e coperti da volte a crociera sorrette da slanciate colonne. Vi si affacciano da ovest in senso antiorario rispettivamente la chiesa, l'antico ospizio, la sala del refettorio e quella del Capitolo, accanto alla quale si trova anche l'accesso che porta al Cenacolo del Ghirlandaio, al lapidario, alle scale per il piano superiore ed all'uscita.
Le decorazioni più antiche sono quelle eseguite ad affresco da Beato Angelico in corrispondenza delle cinque lunette ogivali sulle porte che danno sul chiostro (la lunetta della porta della chiesa è staccata e si trova nella sala del Lavabo): San Pietro Martire che ingiunge il silenzio (sagrestia), San Domenico che mostra la regola dell'Ordine, San Tommaso d'Aquino con la Summa, Cristo pellegrino accolto da due domenicani e Cristo in pietà. Particolarmente significativo è poi il grande affresco, sempre dell'Angelico, della Crocifissione con san Domenico, nell'angolo nord-ovest.
La decorazione del chiostro ad affresco venne in larga parte completata con le lunette tra la fine del Cinquecento e primi decenni del Seicento, con un ciclo dedicato alle Storie della vita e dei miracoli di sant'Antonino Pierozzi, da un team di artisti tra i quali Bernardino Poccetti. Ciascuna lunetta riporta un cartiglio che descrive la scena e l'arme del committente. Tra le scene più efficaci quelle del Poccetti (Sant'Antonino eletto arcivescovo di Firenze, sul lato est), quelle di Lorenzo Cerrini (Predica di sant'Antonino, lato est, e Sant'Antonino assolve dalla censura gli Otto di Balia, sul lato nord), di Alessandro Tiarini (Consacrazione della chiesa di San Marco, lato nord).
Il chiostro aveva anticamente le pareti coperte da lapidi e iscrizioni, che vennero quasi completamente rimosse ed oggi si trovano soprattutto in un ambiente sotterraneo del museo, accessibili su richiesta per gli studiosi.

### La sala dell'Ospizio
La sala dell'Ospizio, dove in origine venivano accolti i pellegrini più umili, è dedicata al Beato Angelico e raccoglie molti dei suoi più importanti dipinti su tavola.
Michelozzo creò un vano ben equilibrato nelle proporzioni.
Vicino ad uno dei due ingressi si trova una delle opere più famose della collezione, la Deposizione, eseguita per Palla Strozzi per la sagrestia di Santa Trinita: iniziata nelle cuspidi e nella predella da Lorenzo Monaco, fu meravigliosamente completata dopo la sua morte (1424) dall'Angelico nella parte centrale, con una scena di grande sensibilità rinascimentale, entro il 1432.
Sulla parete dove si aprono le finestre si trova il Trittico di San Pietro Martire, anteriore al 1429, con influssi spiccatamente derivati da Masaccio. Sul lato opposto si trova la Pala d'Annalena, dal convento di Annalena, che raffigura la Madonna col Bambino e i santi Pietro Martire, Cosma e Damiano, collocata verso il 1434 e considerata una delle prime opere in assoluto pienamente rinascimentali, grazie all'unità prospettica dell'organizzazione spaziale.
Sul lato opposto è appeso il Giudizio universale (1431 circa), dal convento di Santa Maria degli Angeli, dall'insolita forma dovuta alla collocazione originaria. La tavoletta con l'Imposizione del nome al Battista, che faceva parte della predella, fu copiata nel 1434 da Andrea di Giusto, quindi dipinta antecedentemente. Sono esposti tre reliquari con le scene della Madonna della Stella, l'Annunciazione e adorazione dei Magi, l'Incoronazione della Vergine. Di questo gruppo, che si trovava nella sagrestia di Santa Maria Novella, fa parte anche un quarto tabernacolo con le Esequie e l’Assunzione della Vergine, oggi all’Isabella Stewart Gardner Museum.
La Pala di San Marco, capolavoro dell'Angelico, è stata molto alterata da un disastroso restauro sette-ottocentesco. Venne realizzata per l'altare maggiore della chiesa di San Marco a partire dal 1439, quando sostituì la precedente pala di Lorenzo di Niccolò oggi a Cortona. Nella pala sono presenti i santi Cosma e Damiano, protettori di casa Medici. Della predella di questa pala restano due pannelli (Sepoltura dei santi Cosma e Damiano e Miracolo del diacono Giustiniano), mentre altri sono sparsi nei musei di altri paesi.
Il cosiddetto Armadio degli Argenti proviene dalla basilica della Santissima Annunziata ed è composto da 35 riquadri dei quali uno doppio. Le varie scene compongono le Storie della vita di Cristo e sono tutte di mano del maestro tranne le tre formelle con le Nozze di Cana, il Battesimo e la Trasfigurazione, che vengono in genere attribuite ad Alesso Baldovinetti.

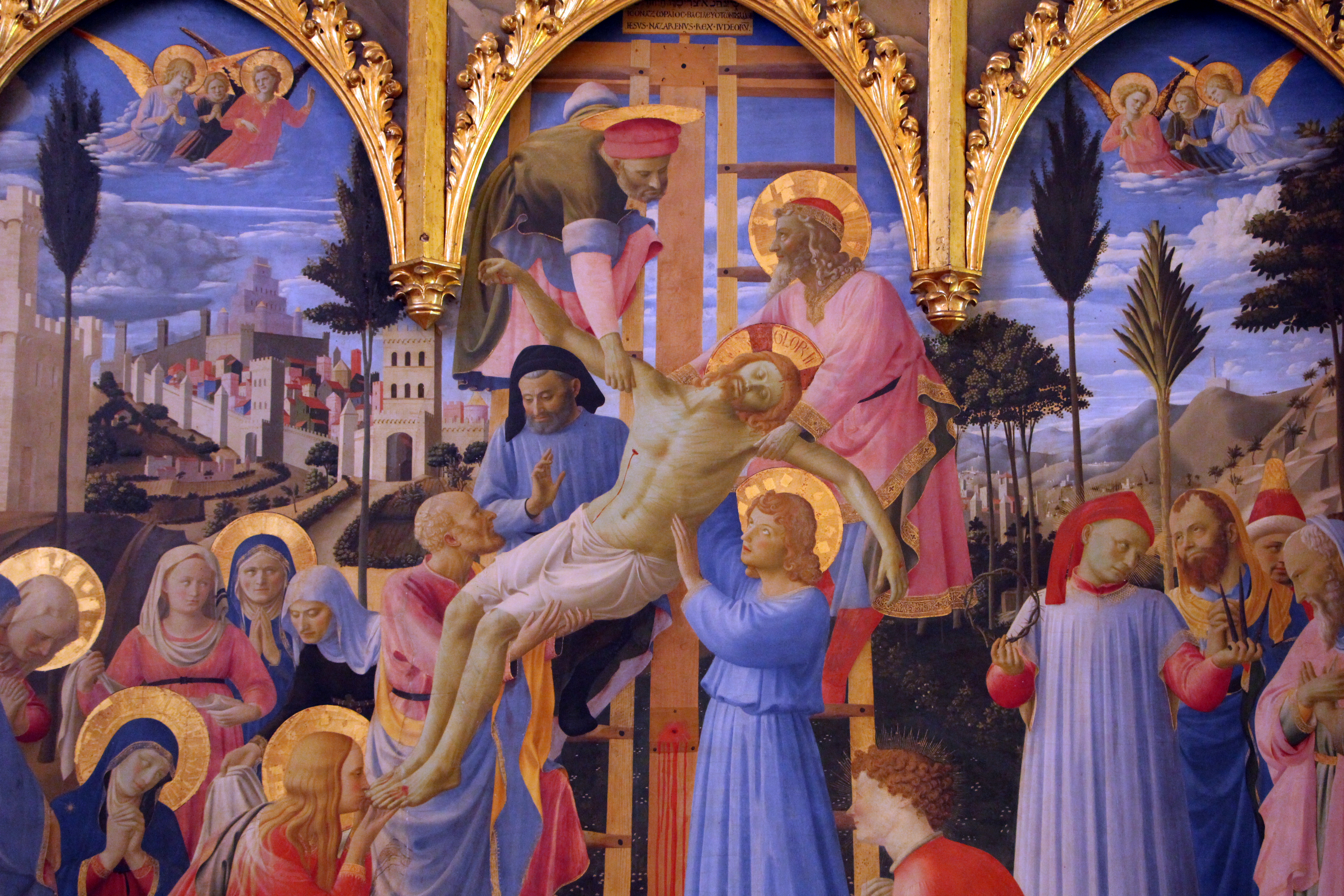
Beato Angelico, Pala strozzi della deposizione

Il Compianto sul Cristo morto, datato 1436, si trovava nella chiesetta al Tempio, come i due tondi con la Crocefissione e l'Incoronazione della Vergine, fu danneggiato gravemente nella parte inferiore durante l'alluvione del 1966. La Sacra conversazione (1450-1452) è una pala proveniente dal convento del Bosco ai Frati, altra opera architettonica commissionata da Cosimo il Vecchio a Michelozzo.
In fondo alla sala campeggia il monumentale tabernacolo dei Linaioli, eseguito nel 1433-1434 in collaborazione con Lorenzo Ghiberti (autore del disegno dell'incorniciatura marmorea). Commissionato dall'Arte dei Linaioli, segna l'inizio della fase più matura dell'Angelico. Notevole è la parte centrale, con la Madonna col Bambino e dodici angeli, ma anche i tre pannelli della predella, dove le scene sono ambientate in una prospettiva ben studiata.

### La sala del Capitolo

Beato Angelico, Crocifissione

Anche la Sala Capitolare fu affrescata dal frate pittore con la complessa e allegorica Crocifissione terminata nel 1442. Lo sfondo si presenta grigio-rosso, ma anticamente era coperto di preziosi pigmenti azzurri, che sono caduti rivelando la preparazione sottostante.
L'iconografia è originale perché oltre ai canonici personaggi (la Vergine, la Maddalena, San Giovanni Evangelista) vi sono collocati attorno alla croce una serie di santi legati a Firenze, ai Medici e all'ordine domenicano: da sinistra i santi Cosma e Damiano, san Lorenzo, san Marco, san Giovanni Battista; inginocchiati sono san Domenico, san Girolamo, san Francesco, san Bernardo, san Giovanni Gualberto, san Pietro Martire; dietro a questi, in piedi, san Zanobi, sant'Agostino, san Benedetto, san Romualdo e san Tommaso d'Aquino; infine nella bordura inferiore è stata raffigurata la genealogia domenicana, con sedici santi e beati entro clipei, con al centro il fondatore.
Tra le opere collocate nella sala del capitolo spicca inoltre la lunetta dell’Angelico, proveniente dal chiostro di Sant'Antonino, con san Pietro martire che fa il segno del silenzio e il Crocifisso scolpito da Baccio da Montelupo nel 1496, già nella chiesa del convento.

#### La Piagnona
Legata alle vicende savonaroliane, la campana della chiesa (detta "la piagnona", come i "piagnoni" i seguaci del frate ferrarese), subì un curioso processo come punizione per aver suonato ad allarme quando i fiorentini si accalcarono al convento per prelevare il frate condannato per eresia. La campana fu staccata e portata in processione per la città mentre veniva colpita da fruste di cuoio per castigo. Fu deposta presso la chiesa di San Salvatore al Monte e non suonò mai più.

### La sala del Lavabo
Il lavabo è un ambiente tipico degli ambienti conventuali e si trova quasi sempre accanto al refettorio; qui i frati si detergevano prima di accostarsi al pasto. Questa parte del convento ha mantenuto l'aspetto architettonico tardo-trecentesco.
È presente in questa sala il Giudizio universale, opera iniziata da Fra’ Bartolomeo e completata nel 1501 da Mariotto Albertinelli, proveniente dall'arcispedale di Santa Maria Nuova.
Sempre di Fra’ Bartolomeo sono gli affreschi su terracotta in formato tondo che rappresentano entrambi la Madonna e il Bambino.

### Il refettorio grande

Giovanni Antonio Sogliani, San Domenico e i frati serviti dagli angeli

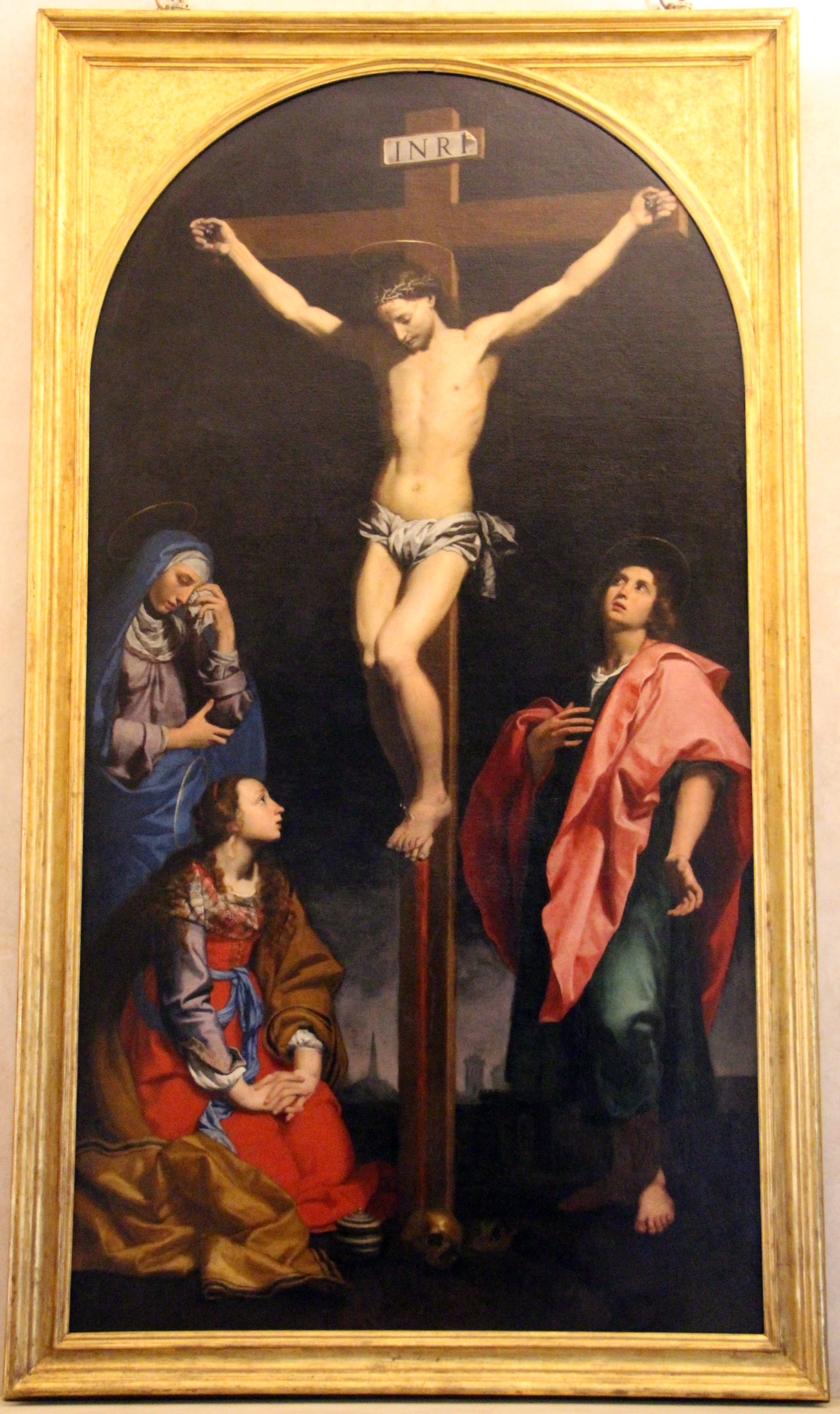
Lorenzo lippi, Crocifissione con le Marie e san Giovanni, 1647.

Il refettorio Grande era quello usato dai frati del convento. Coperto da volte ribassate, fu riallestito nel 1983 ed oggi ospita opere della Scuola di San Marco.
La sala è dominata dall'affresco di Giovanni Antonio Sogliani (firmato e datato 1536) con la Provvidenza dei domenicani, sormontata dalla Crocifissione. Questo tema è una variante del tema del pasto (di solito nei refettori veniva raffigurata l'Ultima cena), tipica dei cenobi domenicani: i frati, rimasti senza viveri dopo la morte del fondatore, vengono miracolosamente serviti da angeli (una scena analoga si trova anche in una lunetta del Chiostro Grande di Santa Maria Novella).
Sempre del Sogliani sono collocate in questa sala una Madonna della Cintola, una Madonna con Tobiolo, angelo e sant'Agostino e le tavole con San Francesco e Santa Elisabetta d'Ungheria. Un'altra Madonna della Cintola è opera di Ridolfo del Ghirlandaio.
Altri dipinti cinquecenteschi appartengono alla cosiddetta scuola di San Marco, influenzata dall'opera di Fra Bartolomeo. Tra questi le opere di Fra' Paolino da Pistoia, come la Natività con sant'Agnese e il Cristo deposto, probabilmente iniziato dal suo maestro e lasciato interrotto dopo la morte (1517). Il Compianto sul Cristo morto è un dipinto della monaca Plautilla Nelli che ricevette commissioni, anche importanti.
Di autori anonimi sono le opere dei Santi Francesco e Chiara in adorazione dell'ostia e dei due angeli su battenti, forse provenienti da un organo portatile.
Altre opere qui esposte sono il San Carlo Borromeo che dà una bolla a un domenicano di Jacopo Ligozzi (1600), Tobiolo e l'angelo di Jacopo Vignali del quale è anche una piccola pala, studio preparatorio per una tavola d'altare che non venne dipinta o che non ci è pervenuta. Ivi è anche la Crocifissione con la Vergine, san Giovanni e Maria Maddalena di Lorenzo Lippi, dipinta nel 1647 e donata alla compagnia dell'Arcangelo Raffaele, o della Scala presso Santa Maria Novella, pervenuta al presente museo nel 1906. La semplificazione ed essenzialità dell'immagine, derivata dai modelli di Santi di Tito, la percepibile ma misurata drammaticità, la qualità pittorica della resa del levigato corpo di Cristo ed il virtuosismo nella definizione degli ampi panneggi hanno sempre contribuito a fare di quest'opera, già nelle fonti antiche, uno dei capolavori del Seicento fiorentino.

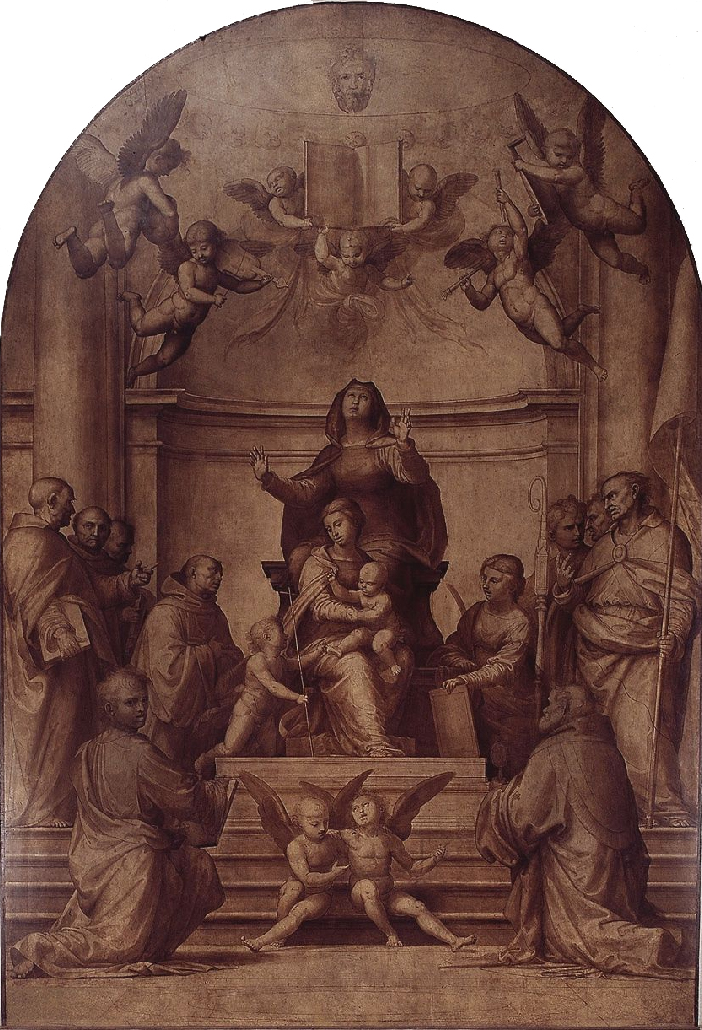
Fra Bartolomeo,Pala del Gran Consiglio

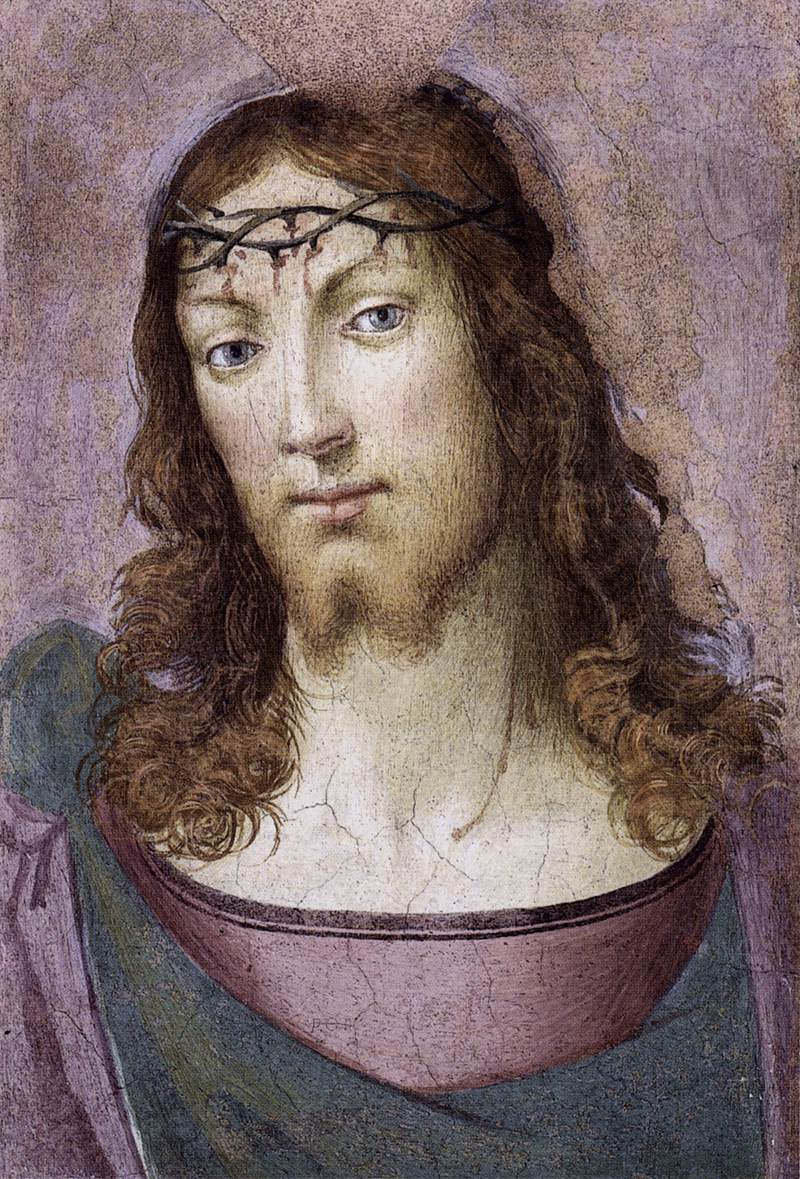
Fra Bartolomeo, Cristo coronato di spine

### La sala di Fra' Bartolomeo
Baccio della Porta assunse il nome di Fra' Bartolomeo verso il 1500, quando, a venticinque anni, prese i voti come terziario domenicano. Visse in questo convento e fu profondamente influenzato da Savonarola, arrivando al punto da distruggere tutte le opere profane che aveva dipinto e dedicarsi ai soli temi religiosi.
La Pala della Signoria è un'opera monocroma incompiuta (1512 circa) originariamente destinata al salone dei Cinquecento in Palazzo Vecchio e poi esposta in San Lorenzo. Vi si riscontrano influssi veneziani nella luminosa spazialità.
Altre piccole opere sono il Cristo portacroce, su tavola, il famoso ritratto di Girolamo Savonarola e la serie di piccole effigi dipinte su tegole, provenienti dal convento di Santa Maria Maddalena a Caldine (Fiesole); vi sono raffigurati, tra gli altri, la Maddalena, la Santa Caterina e un Ecce homo.

### La sala dello stendardo
Anche questa sala faceva parte delle cucine e venne aperta al pubblico nel 1983. È dedicata alle opere di artisti del secondo Quattrocento, tra le quali spiccano lo stendardo processionale con Sant'Antonino in adorazione del crocifisso attribuita da alcuni a Francesco Botticini (ma prima ad Alesso Baldovinetti), da altri ad Antonio o al giovane Piero del Pollaiolo con una rara cornice tardo-quattrocentesca (non originalmente accostata all'opera), e opere di Paolo Uccello (Madonna del Beccuto, Predella di Avane) e Benozzo Gozzoli (Predella di Santa Croce).
Vi sono collocate anche una Madonna col Bambino e angeli di Cosimo Rosselli (1475-1480 circa) e due opere del Quattrocento umbro, di Bartolomeo Caporali e di Piermatteo d'Amelia.

### Sale di comunicazione e chiostro di San Domenico
Da questa sala, o ritornando nel chiostro di Sant'Antonino, si accede ad alcune sale di comunicazione, alle scale per il piano superiore ed al chiostro di San Domenico, chiuso al pubblico perché usato dai padri domenicani, osservabile da una porta vetrata e dalle finestre della foresteria. Progettato da Michelozzo, venne decorato da lunette affrescate da Cosimo Ulivelli, Alessandro Gherardini, Sebastiano Galeotti e altri pittori minori; al centro vi è collocata la statua di San Domenico che calpesta l'eresia, opera di Alessandro Baratta (1700).

### Il refettorio Piccolo (Cenacolo del Ghirlandaio)

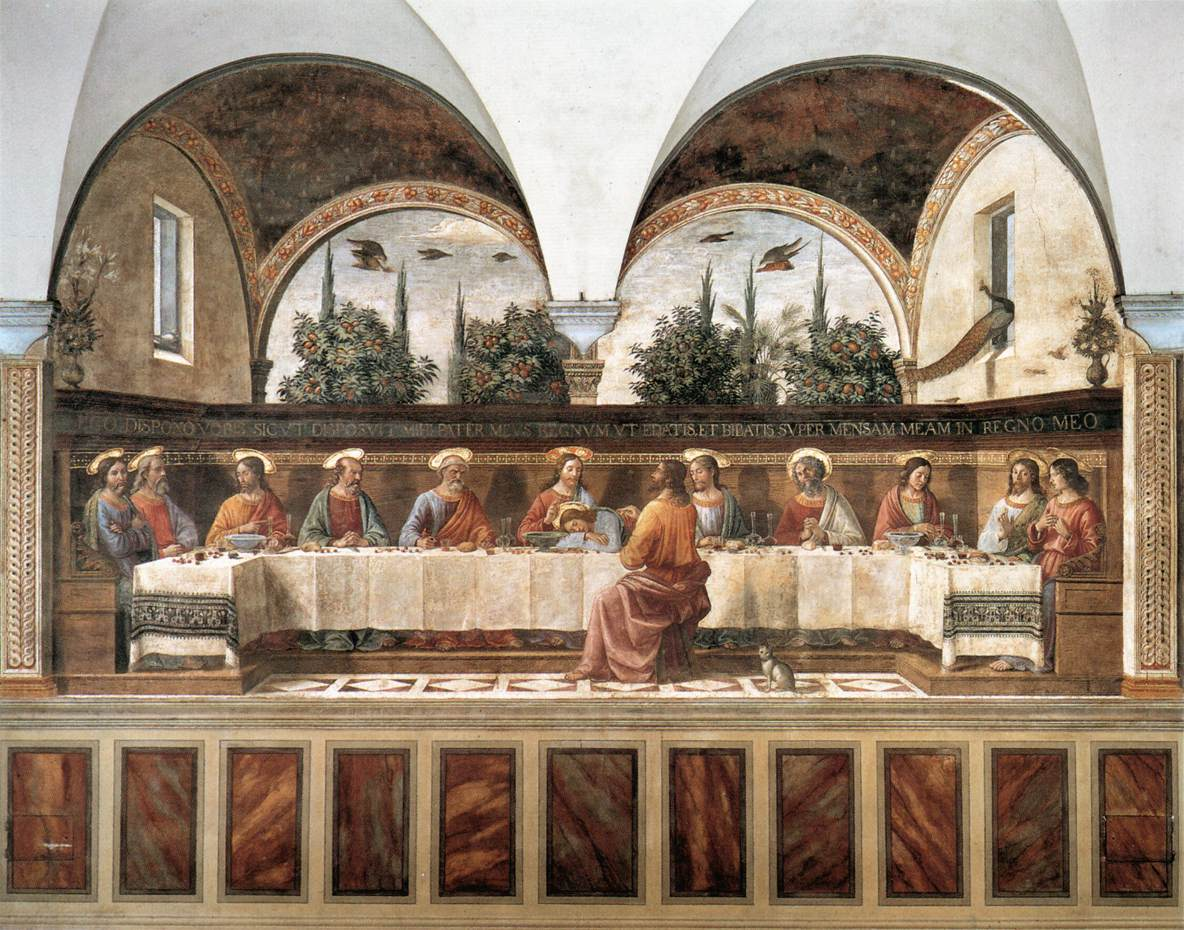
Domenico Ghirlandaio, Ultima Cena

Il refettorio piccolo, destinato in origine agli ospiti del Convento, fu affrescato nel 1486 da Domenico Ghirlandaio e aiuti, con aiuti della bottega, fu eseguito nel refettorio della foresteria o refettorio Piccolo. Si ritiene in genere che Domenico, a quel tempo al culmine della popolarità e pieno di commissioni, abbia preparato solo il disegno (con impostazione analoga al cenacolo di Ognissanti) differendo la realizzazione pittorica soprattutto al fratello Davide e al cognato Sebastiano Mainardi. Dell'affresco nel convento di Ognissanti ricalcò la quinta architettonica, con l'apertura nelle volte su un loggiato in prospettiva e dietro su un giardino, comprese le piante e gli animali presenti (tutta una metafora della Passione, con i vari animali e frutti in un preciso complesso simbolico: il pavone, gli uccelli predatori, il gatto accanto a Giuda), mentre sono più numerose le variazioni nella raffigurazione delle figure umane. L'iscrizione che corre sulla parete sopra le teste degli apostoli riporta «Ego dispono vobis disposuit mihi pater meus regnum ut edatis et bibatis super mensa meam in regno meo» una frase usata anche durante la messa che allude alla trasmigrazione nel Regno dei Cieli. Rispetto ad Ognissanti la rappresentazione appare più seria e monumentale, con i personaggi più composti, il che fa pensare che il Ghirlandaio avesse voluto rappresentare il momento successivo all'annuncio del tradimento, con Giuda, sempre di spalle che ha già in mano il pezzo di pane offertogli da Gesù e l'agitazione degli apostoli già più acquietata. Nella parte centrale, dove si congiungono i due archetti della volta, fu raffigurato un piccolo Crocefisso, secondo uno schema ben consolidato di affiancare scene della passione alla rappresentazione della cena.
Il refettorio piccolo è stata riallestito nel 2022, acquisendo spazio grazie allo spostamento del negozio in un'altra sala presso l'uscita. Oggi lo spazio ospita, oltre la Deposizione di Cristo in terracotta policroma invetriata di Andrea Della Robbia, ed uno stemma analogo, anche tre dipinti provenienti dai depositi: l’Orazione di Cristo nell’orto di Filippo Tarchiani, il San Marco evangelista in trono, copia di Antonio Franchi dell’originale di Fra’ Bartolomeo, già nella chiesa di San Marco ed oggi a Palazzo Pitti, e l'importante tavola centinata con Sant’Agostino benedicente in trono, attribuita a Ridolfo del Ghirlandaio e databile al 1515-20 circa.

### La foresteria
Nella foresteria sono raccolti numerosi resti lapidei provenienti dalle demolizioni ottocentesche del centro di Firenze e del ghetto, durante l'epoca del "Risanamento" a cavallo tra XIX e XX secolo.

### Il chiostro dei Silvestrini
Attraversando un cortile detto della Spesa, porticato su tre lati con colonne ed eleganti capitelli ionici, si arriva al piccolo chiostro detto dei Silvestrini, originario del complesso trecentesco. Ha logge sui tre lati, che presentano i caratteristici pilastri ottagonali e capitelli a foglie d'acanto.

## Il percorso museale: primo piano

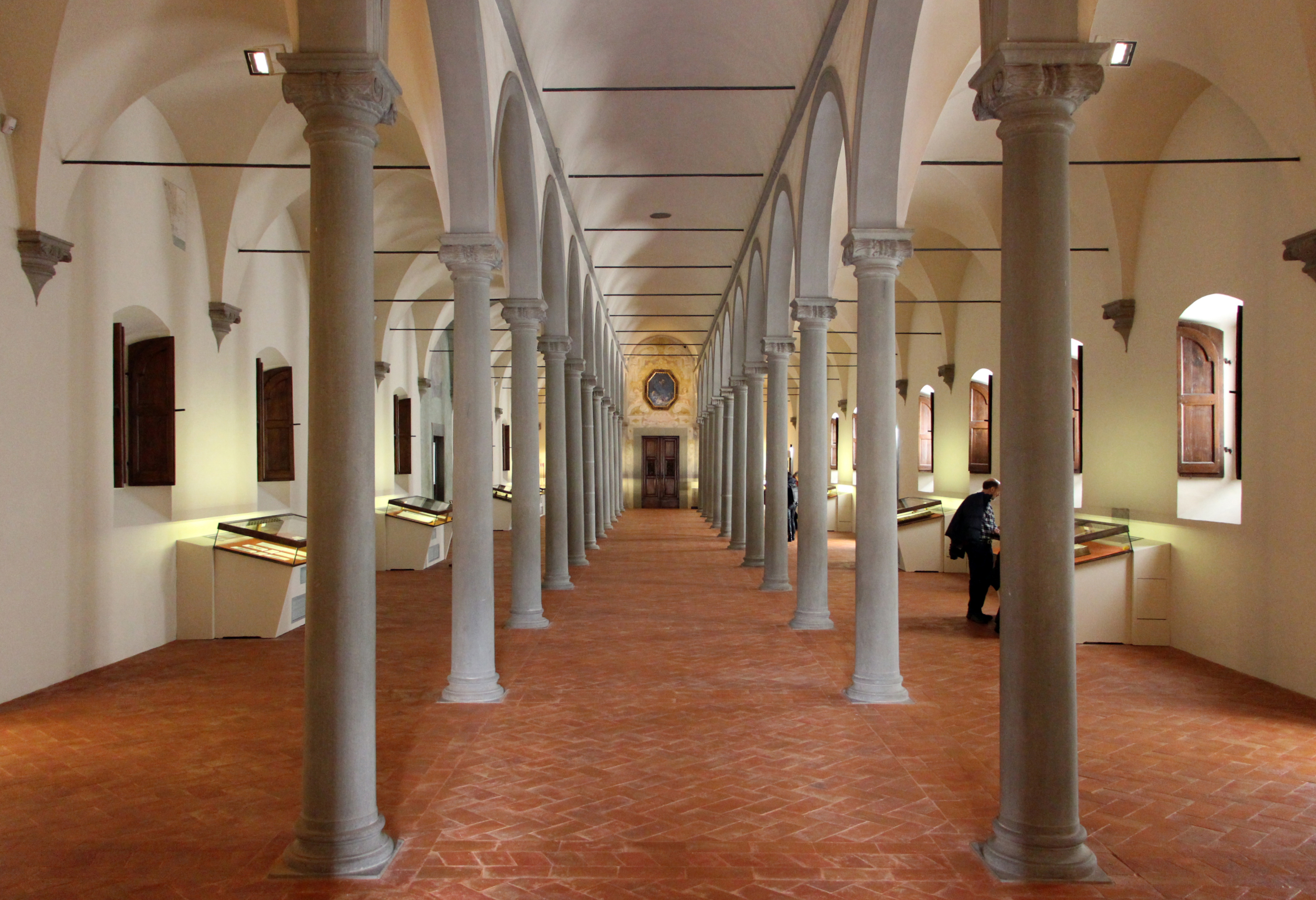
La biblioteca di Michelozzo

Al primo piano si trovavano le celle dove dormivano i monaci e la biblioteca. Michelozzo creò ampie superfici parietali lisce, suscettibili di essere dipinte ad affresco, alla cui decorazione lavorò l'Angelico e il suo team dal 1439 al 1443 circa. Il risultato fu la più estesa decorazione pittorica mai immaginata fino ad allora per un convento. Gli interventi procedettero organicamente, e compresero, nel complesso, gli spazi collettivi e quelli privati di ciascuna cella. Ispiratore di tale scelta fu probabilmente Antonino Pierozzi, priore del convento dal 1439 al 1444 e successivamente vescovo di Firenze. Egli considerava la pittura uno straordinario mezzo educativo e di catechesi, che poteva aiutare la meditazione.
Le quarantaquattro celle sono disposte lungo tre corridoi, dei quali due hanno celle sue entrambi i lati, mentre il terzo (quello verso la piazza) solo sul lato nord. Nelle celle è conservato un ciclo affrescato senza pari, composto da una serie di quarantaquattro affreschi dal Beato Angelico e aiuti con le Storie di Cristo (1442-1445), che dovevano ispirare i monaci nella preghiera; per questo le scene più che descrivere più o meno realisticamente gli avvenimenti, sono attente a dare piuttosto spunti meditativi e di contemplazione. Il maestro vi lavorò probabilmente fino al 1445, quando venne chiamato a Roma per affrescare la basilica di San Pietro e il Palazzo del Vaticano.
Molto si è scritto circa l'autografia dell'Angelico per un complesso di decorazioni di così ampia portata, realizzato in tempi relativamente brevi. Gli affreschi del piano terra vengono concordemente attribuiti all'Angelico, in toto o in parte. Più incerta e discussa è l'attribuzione dei quarantaquattro affreschi delle celle e dei tre dei corridoio del primo piano. Se i contemporanei come Giuliano Lapaccini attribuiscono tutti gli affreschi all'Angelico, oggi, per un mero calcolo pratico del tempo necessario a un individuo per portare a termine un'opera del genere e per studi stilistici che evidenziano tre o quattro mani diverse, si tende a attribuire all'Angelico l'intera sovrintendenza della decorazione.
Tutti gli affreschi vennero restaurati tra il 1976 e il 1983, quando vennero anche ridipinte le semplici cornici.

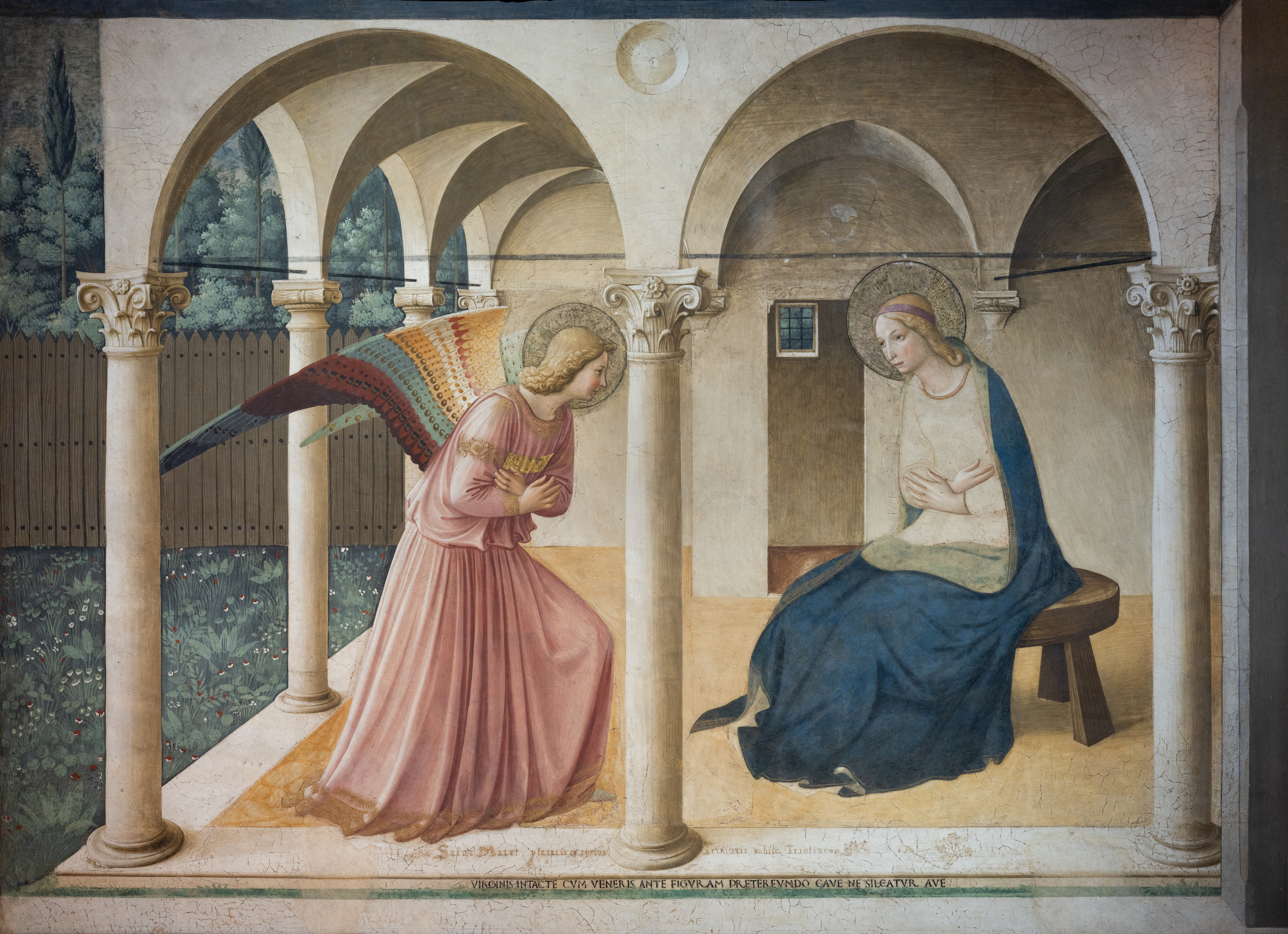
Beato Angelico, Annunciazione

### L'Annunciazione
Davanti alle scale si trova il bellissimo affresco dell'Annunciazione, databile al 1442, una delle opere più famose del maestro. Il pittore vi usò la preziosa azzurrite e mise anche inserti in oro. Notevole è la monumentalità delle figure, isolate nello schema prospettico del porticato, con un forte senso di silenziosa spiritualità.
L'Angelico dipinse questo stesso tema in altre famose opere: una al Museo del Prado, una a Cortona e una presso San Giovanni Valdarno.

### Il Crocifisso di San Domenico
Un altro grande affresco si trova sul lato opposto del corridoio e raffigura il Crocifisso che stilla sangue, ai piedi del quale è raffigurato san Domenico. Il particolare del sangue è in realtà un preciso elemento simbolico: versato dal Cristo irrora l'umanità per redimerla. 

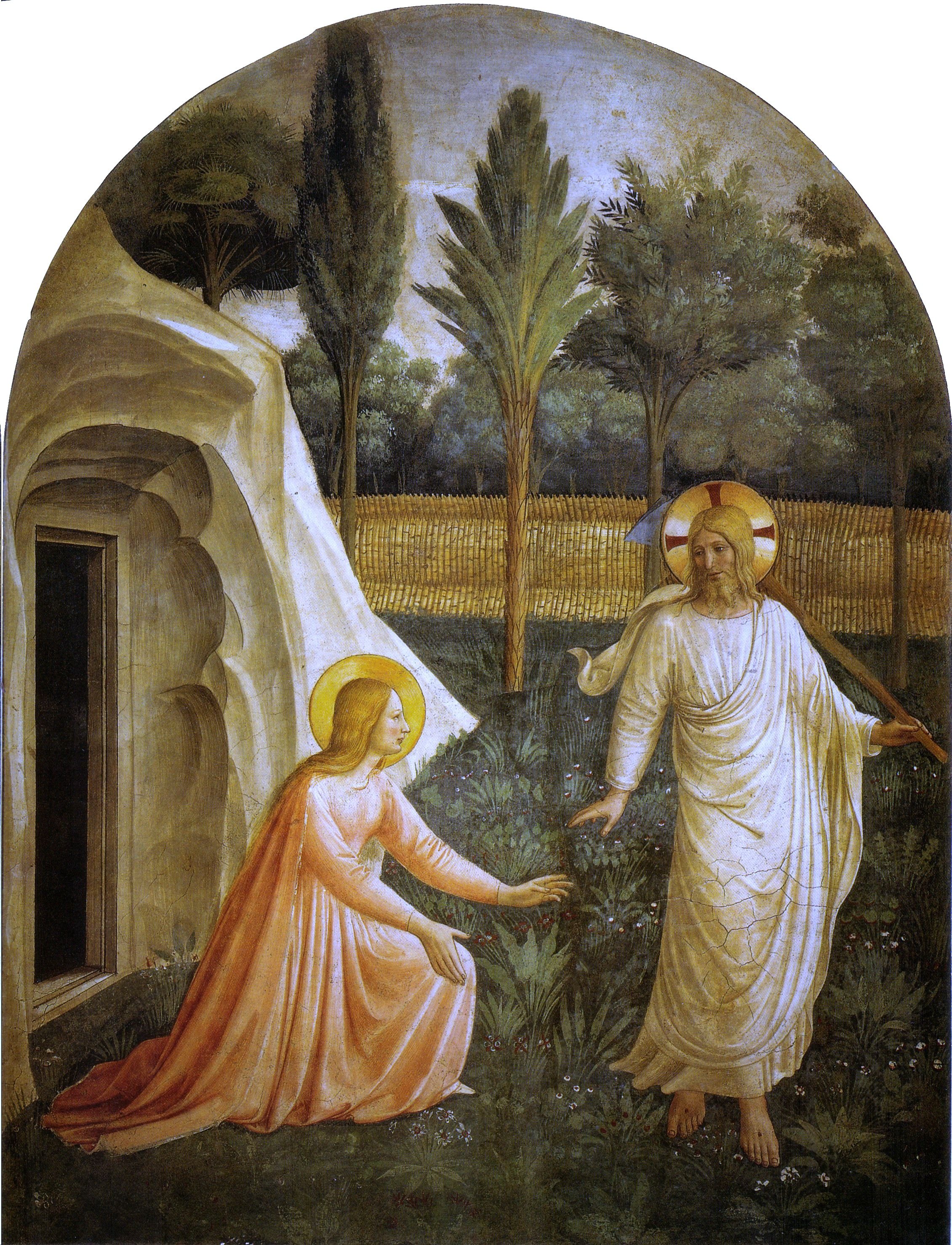
Beato Angelico, Noli me tangere (cella 1)

### Il primo corridoio (est)
Il primo corridoio è quello che si incontra proseguendo a dritto dopo le scale, nelle cui celle ha inizio il ciclo affrescato. Fu il primo infatti ad essere edificato e decorato. Gli affreschi presentano soprattutto Scene della vita di Cristo, ma non seguono una progressione naturale.
Celle di sinistra (da nord)

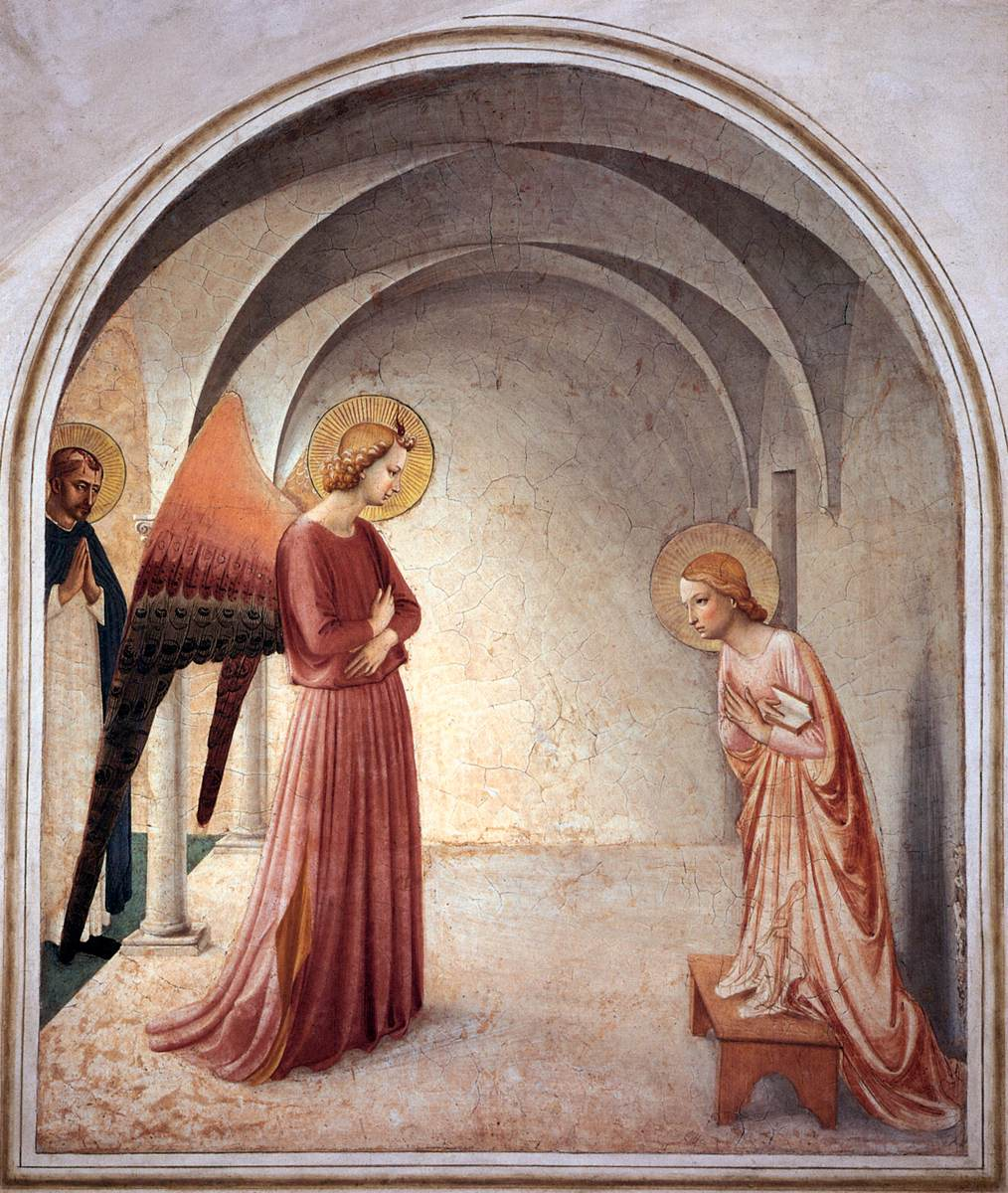
Annunciazione (cella 3)

1. Noli me tangere, (cella 1) dell'Angelico.
2. Compianto sul corpo di Cristo, (cella 2); l'opera è solitamente attribuita al Maestro della cella 2.
3. Annunciazione, (cella 3) dell'Angelico, dalla felice composizione, improntata ad un semplice ma efficacissimo rigore; a sinistra è raffigurato san Pietro Martire.
4. Crocifissione alla presenza dei Santi Domenico e Girolamo; dal fondo scuro a imitazione dell'azzurro.
5. Adorazione del Bambino, (cella 5) con santa Caterina d'Alessandria e san Pietro martire; il bue e l'asinello sono elementi mutuati dal vangelo apocrifo dello Pseudo Matteo, a sua volta derivati da un errore interpretativo dei libri di Isaia e Abacuc; gli angeli sulla capanna sono opera di bottega.
6. Trasfigurazione, (cella 6) dell'Angelico, una delle opere migliori del ciclo; ambientata sul monte Tabor vi sono raffigurati, attorno al Cristo nell'aurea ovale di luce (l'amigdala di tradizione paleocristiana e bizantina), gli apostoli Pietro (con le braccia alzate), Giacomo e Giovanni (vestiti di bianco) e i profeti Mosè (a sinistra) e Elia (a destra), oltre ai profili della Madonna e di San Domenico.
7. Cristo deriso, (cella 7) dell'Angelico, con la Vergine (di mano di un collaboratore) e san Domenico.
8. Cristo risorto con le pie donne al sepolcro.
9. Incoronazione della Vergine, (cella 9) dell'Angelico, scena tra le meglio riuscite, con un andamento a cerchi concentrici delle teorie teologiche medievali. Vi sono raffigurati (da sinistra) i santi Tommaso, Benedetto, Domenico, Francesco, Pietro Martire e Paolo.
10. Presentazione al Tempio, (cella 10) con (in ginocchio) san Pietro Martire e la Beata Villana, dell'Angelico.
11. Cella connessa alla precedente tramite un arco, presenta la Madonna con Bambino tra i Santi Agostino (o Zanobi) e Tommaso.

Celle di destra

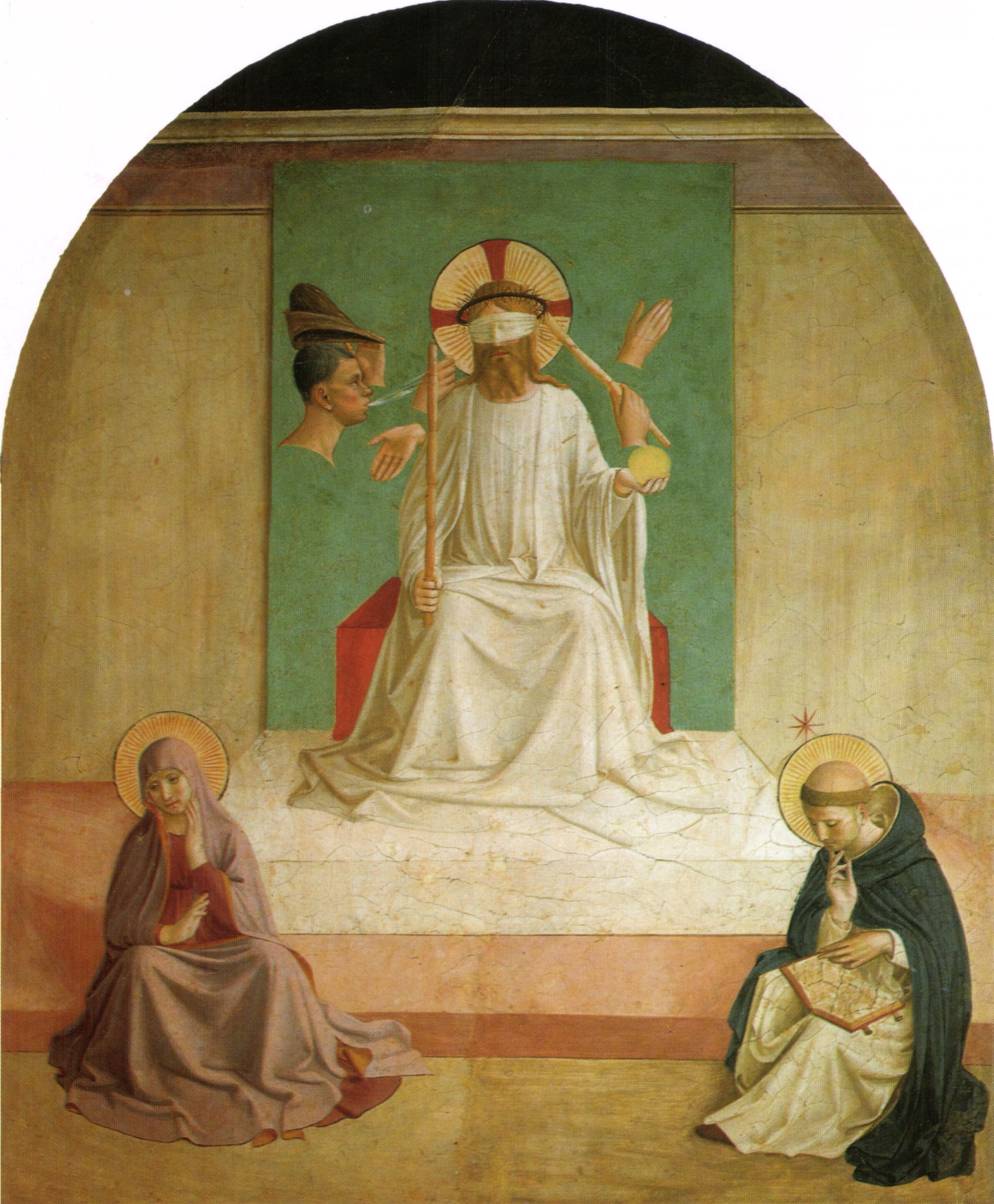
Cristo deriso

Le nove celle di destra erano affacciate sul chiostro. La loro numerazione segue quella delle celle dopo il corridoio sud.
1. Crocifisso con la Vergine, iconograficamente non appartenente alle storie cristologiche.
2. Crocifisso con la Vergine, san Domenico e angeli, di alta qualità pittorica, iconograficamente non appartenente alle storie cristologiche.
3. Battesimo di Cristo.
4. Crocifissione con la Vergine, la Maddalena e San Domenico, iconograficamente non appartenente alle storie cristologiche; solo il san Domenico, oltre al disegno generale.
5. Cristo in pietà tra la Vergine e San Domenico (o San Tommaso).
6. Flagellazione con la Vergine e San Domenico.
7. Cristo portacroce, dall'efficace composizione e realizzazione, di un altro collaboratore .
8. Cristo crocifisso tra la Vergine e san Pietro Martire, di Benozzo Gozzoli.

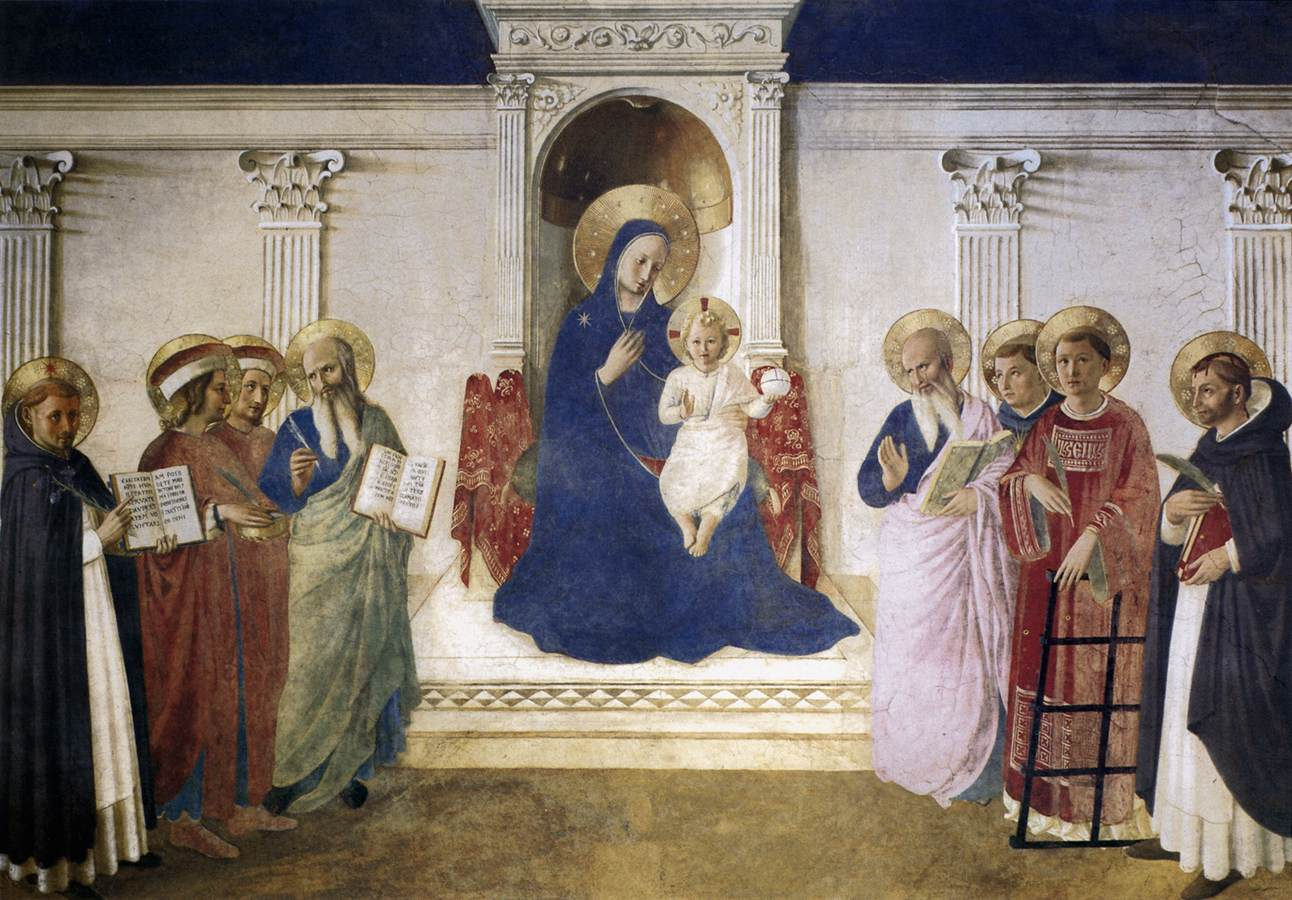
Beato Angelico, Madonna delle ombre

9. Cristo crocifisso tra la Vergine e san Pietro Martire.

### LaMadonna delle Ombre
Questo affresco si trova nel corridoio tra la cella 24 e 25. Rappresenta la Madonna col Bambino e santi.
L'opera è stata realizzata a tecnica mista: a fresco per lo sfondo e a secco per le figure; per questo l'uso del disegno è quasi nullo e la resa dei personaggi è affidata quindi alla stesura diretta dei colori.

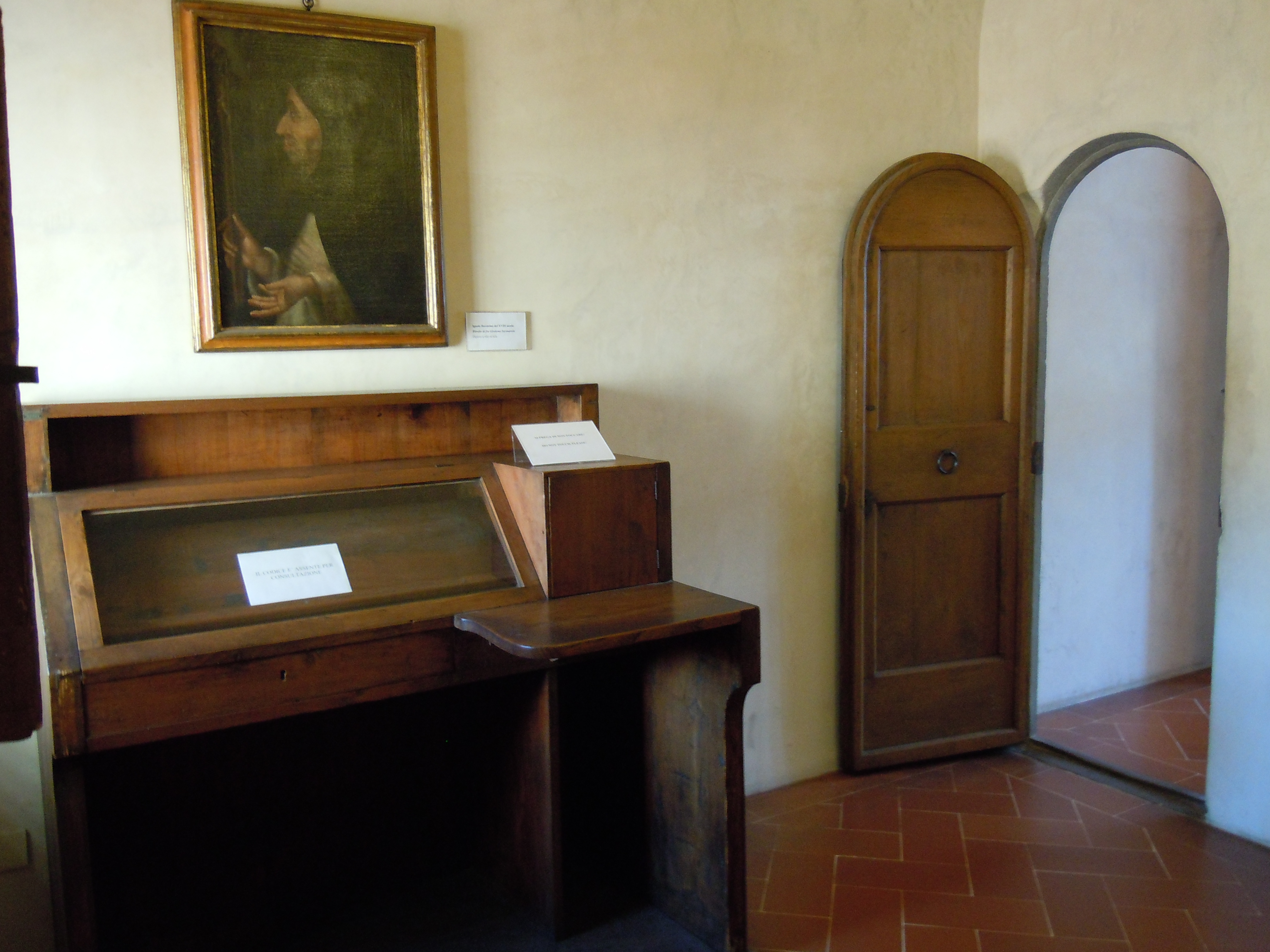
Celle del Savonarola

### Il corridoio Sud
Queste celle, affacciate sul chiostro, erano destinate ai novizi e contengono dipinti del Crocifisso adorato da san Domenico, ripresi dai modelli del Calvario nel chiostro e del Crocifisso nel corridoio.

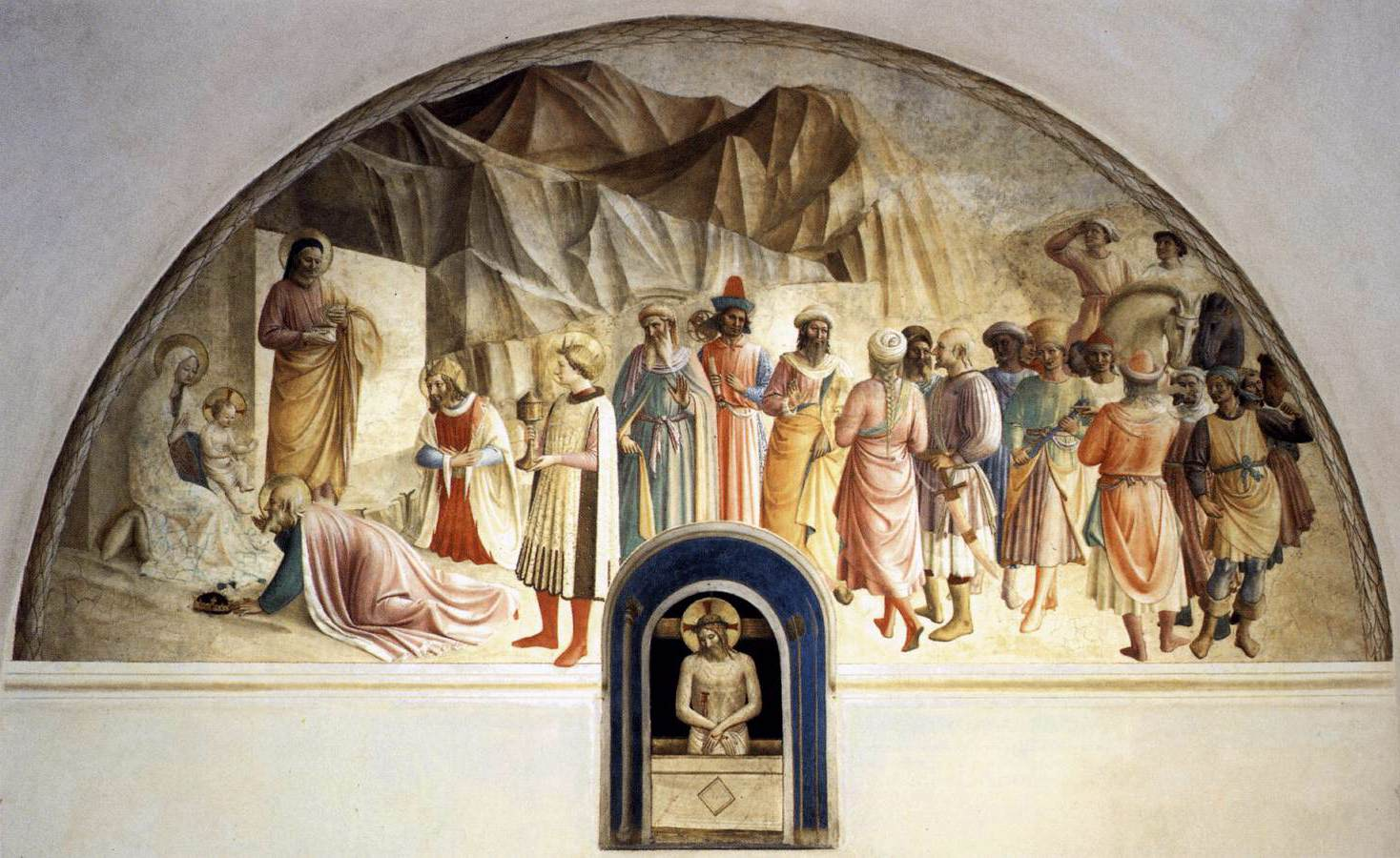
Beato Angelico, Adorazione dei magi (cella 39)

In fondo al braccio sud si trovano le celle abitate dai novizi, mentre in fondo si trova il quartiere del priore (tre celle collegate), dove visse anche Girolamo Savonarola.
Le sette celle successive erano usate dai novizi (il cosiddetto "giovanato") e sono decorate da affreschi che rappresentano San Domenico in adorazione del Crocifisso.
Nella cella prima di quelle dell'abate è conservato lo stendardo processionale, di Beato Angelico o della sua bottega, oggi molto consunto.
In fondo le celle del priore sono dedicate alla memoria di Savonarola, con ritratti, tre affreschi di fra' Bartolomeo (due Madonne col Bambino e una Cena in Emmaus) e un monumento scolpito da Giovanni Duprè del 1873; nelle sale successive sono esposti lo scrittoio con libri usati dal frate e nell'ultima alcune reliquie, in una teca sormontata dal celebre dipinto del Martirio del Savonarola, ambientato in piazza della Signoria.
1. Cella di Savonarola, senza affreschi
2. Cella di Savonarola, senza affreschi
3. Cella di Savonarola, senza affreschi
4. Crocifisso adorato da san Domenico, contiene anche lo stendardo processionale
5. Crocifisso adorato da san Domenico, contiene la cappa di Savonarola e un crocifisso ligneo, forse appartenuto al frate e da alcuni attribuito a Benedetto da Maiano.
6. Crocifisso adorato da san Domenico
7. Crocifisso adorato da san Domenico
8. Crocifisso adorato da san Domenico
9. Crocifisso adorato da san Domenico
10. Crocifisso adorato da san Domenico

### Il corridoio Nord
Celle di sinistra (da est)
1. Discesa agli inferi, secondo la tradizione questa cella fu abitata da Sant'Antonino Pierozzi e qui si trova il suo sarcofago (le spoglie sono nella Cappella Salviati in San Marco).
2. Cristo al Limbo, di un collaboratore, da alcuni indicato come il Gozzoli; secondo la tradizione questa cella fu abitata da Sant'Antonino Pierozzi e qui si trova il suo sarcofago (le spoglie sono nella Cappella Salviati in San Marco).
3. Cella composta da due ambienti con Sermone della montagna e Tentazione di Cristo (quest'ultimo forse di mano del Gozzoli).
4. Cella doppia con Tradimento di Giuda e Ingresso a Gerusalemme; il primo è di qualità molto fine, forse del Gozzoli, il secondo più rozzo.
5. Orazione nell'Orto, con l'aggiunta delle sorelle Maria e Marta; forse la scena è di mano del Gozzoli.
6. Istituzione dell'eucaristia, realizzata da mani diverse.
7. Crocifissione con Longino, due sacerdoti ebrei, la Vergine e la Maddalena.
8. Crocifissione con la Madonna e i santi Domenico e Tommaso (cella doppia).

Celle di destra (da ovest)
1. Le due celle in fondo al corridoio, interconnesse, erano ad appannaggio di Cosimo il Vecchio quando si recava nel convento per la preghiera e gli esercizi spirituali. Qui risiedettero anche ospiti di spicco del convento, come papa Eugenio IV. L'anticamera ha una nicchia passavivande e presenta la Crocefissione coi santi Cosma e Damiano.
2. La cella di Cosimo vera e propria, raggiungibile con qualche scalino, è decorata da una grande lunetta con l'Adorazione dei Magi, dell'Angelico con collaboratori tra cui il Gozzoli.
3. Crocefissione con le pie donne, san Domenico e centurioni, molto rovinata dalla luce.
4. Crocefissione con Maria, Maddalena e San Domenico, molto rovinata dalla luce.
5. Crocefissione con Maria, Marta e San Domenico.
6. Crocefissione con Maria, Maddalena, San Giovanni e San Domenico.
7. Crocifisso con san Marco (?), un centurione, san Domenico e le pie donne Maria e Marta, di eccellente qualità che denota la mano del maestro, riferibile alla tarda maturità.

Su questo lato, al centro, si apre la biblioteca.

### La biblioteca di Michelozzo
Sul lato destro del terzo corridoio si apre l'antica biblioteca costruita da Michelozzo per volere esplicito di Cosimo de' Medici, con un'ariosa struttura ben illuminata che facilitasse la lettura e lo studio. Per progettarla Michelozzo depurò al massimo il linguaggio, in sincronia con le esigenze di austerità dell'ordine, pur senza rinunciare a un'impostazione classica. L'aula di lettura è composta da un ambiente lungo 45 metri con un doppio colonnato di snelle colonne ioniche, che delimita tre navate coperte ai lati da volte a crociera e al centro da volta a botte, sostenute anche da tiranti in ferro. Archi, colonne, peducci e cornici sono in grigia pietra serena, derivata dall'esempio di Brunelleschi. La luce proveniva un tempo dalle finestre su entrambi i lati, riducendo al minimo le ombre, che si addensavano così naturalmente verso i pochi elementi decorativi, cioè i capitelli e i peducci. Tra le più celebrate creazioni del Rinascimento, l'Argan la definì come «uscita da un quadro dell'Angelico» e caratterizzata dal «ripetersi invariato, impeccabilmente "logico" degli archi e delle colonne». Fu la prima biblioteca aperta al pubblico nel mondo moderno.
Promossa dal Bracciolini e realizzata dopo l'acquisto da parte della famiglia Medici delle biblioteche private del Salutati e del Niccoli (Medicea publica), ancora oggi custodisce una cospicua quantità di preziosi codici miniati (ben 115) che vengono esposti a rotazione. Sebbene la gran parte dei libri più preziosi (molti risalenti all'epoca di Cosimo il Vecchio e commissionati appositamente per questo convento) sia stata trasferita alla Biblioteca Medicea Laurenziana in seguito alla soppressione del convento nei primi anni del XIX secolo, la Biblioteca conventuale custodisce ancora una raccolta di opere di teologia e filosofia. I codici non esposti sono conservati nella sala della Greca, dove sono presenti alcuni armadi che ospitano anche le collezioni di maioliche antiche. Tra i codici, particolarmente pregiato è il Messale 558 miniato da Beato Angelico forse per il convento di San Domenico di Fiesole. Altri miniatori qui rappresentati sono il Maestro delle Effigi Domenicane, Bartolomeo di Fruosino, Zanobi Strozzi, Monte di Giovanni, Domenico Ghirlandaio, Giovanni Boccardi, ecc.